# Marché central de Phnom Penh
 (septembre 2014).
Si vous disposez d'ouvrages ou d'articles de référence ou si vous connaissez des sites web de qualité traitant du thème abordé ici, merci de compléter l'article en donnant les références utiles à sa vérifiabilité et en les liant à la section « Notes et références ».
Pour les articles homonymes, voir Marché central.
Le marché central de Phnom Penh est nommé par les Cambodgiens Phsar Thmey (littéralement « nouveau marché ») ou Phsar Thom Thmey (« nouveau grand marché »).
Ce monumental édifice art déco de couleur jaune, construit dans les années 1930, est composé d’un dôme de 26 mètres de haut et de quatre ailes. Il est un des symboles de Phnom Penh.

## Historique
La décision de construire un marché date de la fin des années 1920 pour répondre à l’accroissement de la population qui était passée à 90 000 habitants alors qu’elle n’était que de 30 000 en 1875, quand les autorités du protectorat français avaient décidé de transférer la capitale d’Oudong à Phnom Penh. Il est alors décidé de le bâtir sur un terrain marécageux au centre du quartier chinois de l’époque ; la société des grands travaux de Marseille est chargée de viabiliser les lieux. Le projet de nouveau bâtiment ne démarrera pas avant 1934 du fait des remous de la crise économique de l’époque. Les plans  sont conçus par Jean Desbois, l'architecte de la ville, et sa mise en œuvre sera supervisée par Louis Chauchon. Les travaux sont confiés à la Société Indochinoise d’Etudes et de Construction qui a déjà construit les marchés de Battambang et de Cholon. Ils débutent à partir d’août 1935 et sont achevés en 22 mois plus tard; le marché sera inauguré par le roi Sisowath Monivong en septembre 1937.
Au début du XXIe siècle, un besoin de réhabilitation se fait jour pour rénover le bâtiment, lutter contre la dégradation des conditions sanitaires sur le site et apporter une réponse satisfaisante à l’accroissement des commerces. Un projet est initié et sera financé à hauteur de 3,2 millions d’euros (4,5 millions de dollars US) par l’Agence française de développement ; un concours est organisé pour cette rénovation et sera remporté en 2005 par l’agence Arte Charpentier. Il s’adjoint le concours de Vann Molyvann, la figure emblématique du mouvement de la « Nouvelle architecture khmère (en) » qui avait eu son heure de gloire dans les années 1950 et 1960. Les travaux débutent en 2008 et se déroulent en plusieurs phases afin de permettre aux commerçants de ne pas interrompre leur activité. La coupole et l’aile est sont ainsi achevés dans la seconde moitié de 2009. L'inauguration du marché rénové a finalement lieu à la fin de mai 2011.

## Le marché

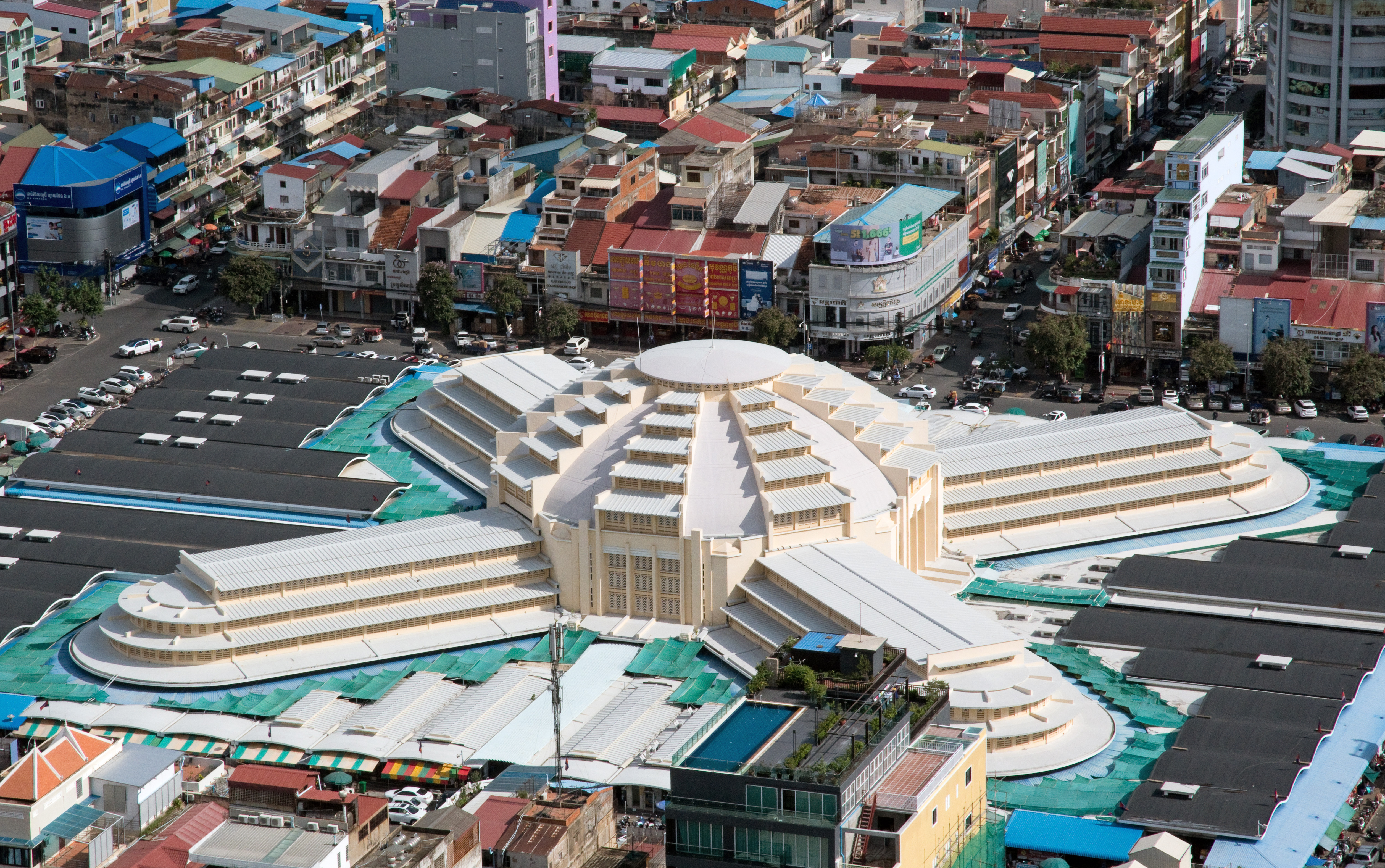
Vue aérienne du marché central après la rénovation

Le bâtiment est composé d’une coupole de 26 mètres de haut d’où partent quatre ailes, censées symboliser les quatre bras de la confluence du Mékong, du Tonlé Sap et du Bassac, sur laquelle la ville de Phnom Penh a été bâtie. Des ouvertures sont pratiquées pour filtrer la lumière naturelle et permettre de faire rentrer l’air frais par les ailes et évacuer l’air chaud au sommet de la coupole.
À la fin de la réhabilitation, en 2011, le marché comporte plus de 3 100 commerces, essentiellement dévolus aux produits « haut de gamme ».
Il est ouvert de 7 à 17 heures. Il est une attraction touristique à cause du large choix de marchandises qu’il peut offrir. Les nombreuses échoppes proposent une diversité d’articles tels que bijoux en or ou en argent, vieilles monnaies, changes de devises, l’habillement, montres, livres, fleurs, plats, tissus, chaussures, souvenirs, poisson, fruits de mer, desserts, bagages, produits locaux et autres contrefaçons...
Ces boutiques sont regroupées par types. Ainsi, si la partie centrale sous le dôme est réservée aux bijoux, chaque aile a son activité bien définie (vêtements, chaussures, appareils électroniques, boucherie et poissonnerie)
L’entrée du marché et les étendues entre les quatre bras, jadis ornées de pelouses et d’arbustes, ont laissé la place à des stands de vêtements d’occasions, de papeterie et de souvenirs proposant une gamme allant du t-shirt aux cartes postales en passant par des bibelots en argent et des kramas.